# Ryszard Szczygieł
Ryszard Bolesław Szczygieł (ur. 1944 w Zamościu) – polski historyk i nauczyciel akademicki, profesor nauk humanistycznych.

## Życiorys
Studia historyczne na Uniwersytecie Marii Curie-Skłodowskiej ukończył w 1966. Doktorat obronił w 1973, a habilitację w 1990. Tytuł naukowy profesora otrzymał w 1999.
Specjalizuje się w dziejach miast i mieszczaństwa oraz w historii średniowiecznej. Pełnił funkcję dziekana Wydziału Humanistycznego Uniwersytetu Marii Curie-Skłodowskiej, w latach 2008–2012 prorektora ds. ogólnych UMCS. Został kierownikiem Zakładu Historii Średniowiecznej Polski Instytutu Historii UMCS. Był członkiem Komitetu Nauk Historycznych PAN, Rady Głównej Szkolnictwa Wyższego oraz Zespołu Kierunków Studiów Humanistycznych Państwowej Komisji Akredytacyjnej. Uzyskał członkostwo m.in. w Polskim Towarzystwie Historycznym i Lubelskim Towarzystwie Naukowym.

## Odznaczenia
Odznaczony m.in. Krzyżem Kawalerskim (2002) i Krzyżem Oficerskim (2012) Orderu Odrodzenia Polski.

## Wybrane publikacje
- Konflikty społeczne w Lublinie w pierwszej połowie XVI wieku (1977).
- Dzieje Biłgoraja (z Jerzym Markiewiczem i Wiesławem Śladkowskim, 1985).
- Lokacje miast w Polsce XVI wieku (1989).
- Dzieje Parczewa: 1401–2001 (z Emilem Horochem i Albinem Koprukowniakiem, 2002).